# Claudio Marangoni
Claudio Oscar Marangoni (Rosario, Provincia de Santa Fe, Argentina, 17 de noviembre de 1954) es un exfutbolista argentino que se desempeñaba en la posición de mediocampista. 
A lo largo de su carrera jugó en clubes de gran importancia dentro del fútbol argentino, como San Lorenzo, Independiente y Boca Juniors, consiguiendo en estos dos últimos clubes sus únicos títulos en calidad de futbolista.
Se caracterizaba por su buen físico, poseedor de una considerable altura, su continua entrega, su recuperación del balón y su correcto manejo del mismo, además de la elegancia con la que se desenvolvía dentro del campo.

## Trayectoria
Jugó en categorías infantiles de River Plate aunque dejó de jugar por un tiempo hasta que retomó el deporte en Chacarita Juniors. Comenzó su carrera profesional en Chacarita Juniors, donde llegó por casualidad, acompañando a un amigo a probarse, pero terminó siendo él quien quedó seleccionado. Rápidamente se destacó por su calidad y buen pie, y luego de un par de temporadas fue fichado por San Lorenzo.
Desde allí viajó a Inglaterra para incorporarse al Sunderland, en una época donde la Premier League aún no se llamaba así, y donde no sobraban argentinos en Europa, menos en las islas británicas. En la única temporada jugando en la segunda categoría inglesa logró el ascenso, terminando el equipo en el segundo puesto.
Desde allí lo repatrió Huracán, y un año después pasó a Independiente donde se vio lo mejor de su trayectoria.
Estuvo 6 años en el equipo, durante los cuales ganó el Campeonato de Primera División de 1983, la Copa Libertadores 1984 y la Intercontinental del mismo año, cuando Independiente le ganó al Liverpool la final en Japón. 
Integró uno de los mejores mediocampos de la historia del fútbol argentino, junto a Ricardo Giusti, Jorge Burruchaga y Ricardo Bochini (Fue el único de los cuatro que no fue Campeón del Mundo en México ´86).
Si bien Carlos Bilardo lo citó en sus inicios como técnico de Selección de Argentina, luego de una discusión, dejó de tenerlo en cuenta como opción para jugar en México.
En esta etapa en Avellaneda tuvo varias actuaciones superlativas, y unos cuantos goles, producto de su gran remate desde larga distancia.
En 1988, con cerca de 34 años, José Pastoriza se lo llevó a Boca Juniors, donde rápidamente se ganó a la hinchada. En octubre de 1988, en un reportaje a El Gráfico, dijo que "la hinchada de Boca es algo único. Se sabe, pero hay que vivirlo desde adentro. Abruma, crea un compromiso moral hacia la camiseta. Es imposible ser frío jugando acá".
Estuvo 2 años en Boca brindando sus últimas grandes actuaciones, pero no en una buena época del equipo. No obstante, pudo lograr un importante título con Boca. Después de 8 años de sequía la institución de la Ribera se alzó con la Supercopa Sudamericana 1989; en semifinales le hizo un importante gol a Grêmio de Porto Alegre (el primero del 2 a 0 en la revancha de vuelta, en la Bombonera) en semifinales y se coronó enfrentando casualmente en la final a Independiente. En Boca Juniors se consagró también campeón de la Recopa Sudamericana de 1990 frente a Atlético Nacional de Medellín.
Después de un 0-2 contra River en el Monumental, Carlos Aimar lo sacó del equipo. Volvió para jugar el último partido del campeonato frente a San Lorenzo. Allí se retiró del fútbol. 
En 1998 tuvo su experiencia como entrenador de Banfield.
Marangoni se hizo empresario, profesor de fútbol y gerenciador de Acassuso.
Paralelamente a su carrera como deportista se diplomó como Licenciado de Kinesiología, y en 1984 creó la Escuela Modelo de Fútbol y Deportes para la formación deportiva de los jóvenes. Desarrolló proyectos y emprendimientos en las áreas de la Educación Física, el Deporte, la Recreación y la Salud.

## Clubes

### Como futbolista
| Club              | País       | Año       | Partidos | Goles |
| ----------------- | ---------- | --------- | -------- | ----- |
| Chacarita Juniors | Argentina  | 1974-1976 | 62       | 7     |
| San Lorenzo       | Argentina  | 1976-1979 | 135      | 25    |
| Sunderland        | Inglaterra | 1979-1980 | 20       | 3     |
| Huracán           | Argentina  | 1981      | 58       | 11    |
| Independiente     | Argentina  | 1982-1988 | 237      | 25    |
| Boca Juniors      | Argentina  | 1988-1990 | 81       | 7     |

### Como entrenador
| Club     | País      | Año  |
| -------- | --------- | ---- |
| Banfield | Argentina | 1998 |

## Estadísticas

### Selección nacional
| Selección | Año   | Amistoso | Amistoso | Copa América | Copa América | Total | Total |
| Selección | Año   | PJ       | G        | PJ           | G            | PJ    | G     |
| --------- | ----- | -------- | -------- | ------------ | ------------ | ----- | ----- |
| Argentina | 1983  | 4        | 0        | 3            | 0            | 7     | 0     |
| Argentina | 1984  | 2        | 0        | -            | -            | 2     | 0     |
| Argentina | Total | 6        | 0        | 3            | 0            | 9     | 0     |

### Resumen estadístico
| Competición            | Encuentros | Goles | Promedio |
| ---------------------- | ---------- | ----- | -------- |
| Primera División       | 593        | 72    | 0,13     |
| Copas internacionales  | 39         | 6     | 0,15     |
| Selección de Argentina | 9          | 0     | 0,00     |
| Total                  | 641        | 78    | 0,13     |

## Palmarés

### Campeonatos nacionales
| Título           | Club          | País      | Año    |
| ---------------- | ------------- | --------- | ------ |
| Primera División | Independiente | Argentina | M-1983 |

### Campeonatos internacionales
| Título                 | Club          | Sede         | Año  |
| ---------------------- | ------------- | ------------ | ---- |
| Copa Libertadores      | Independiente | Buenos Aires | 1984 |
| Copa Intercontinental  | Independiente | Tokio        | 1984 |
| Supercopa Sudamericana | Boca Juniors  | Avellaneda   | 1989 |
| Recopa Sudamericana    | Boca Juniors  | Miami        | 1990 |

### Otros logros
| Logro                                       | Club           | País       | Año     |
| ------------------------------------------- | -------------- | ---------- | ------- |
| Ascenso a la Football League First Division | Sunderland AFC | Inglaterra | 1979-80 |